# Mausoleo di Ishratkhana
Il mausoleo di Ishratkhana è un mausoleo del XV secolo di Samarcanda in Uzbekistan.
Ad oggi è un mausoleo in rovina che si trova a poca distanza dalla città vecchia. Il nome "Ishrat-khana" significa Casa di gioia, e dovrebbe risalire all'epoca del timuride Abu-Said (1451-1469).
Secondo l'archeologo Vyatkin Habiba Sultan una moglie di Sultan Ahmed Mirza, fece costruire l'edificio per la principessa Havend Sultan-bika, figlia di Abu Said. Nel 1940 furono fatti degli scavi e scoperte delle tombe con ossa femminili e una cripta ottagonale. La facciata è finemente decorata con motivi a stella ottagonale. 
L'edificio fu danneggiato dal terremoto del 1903.

## Galleria d'immagini

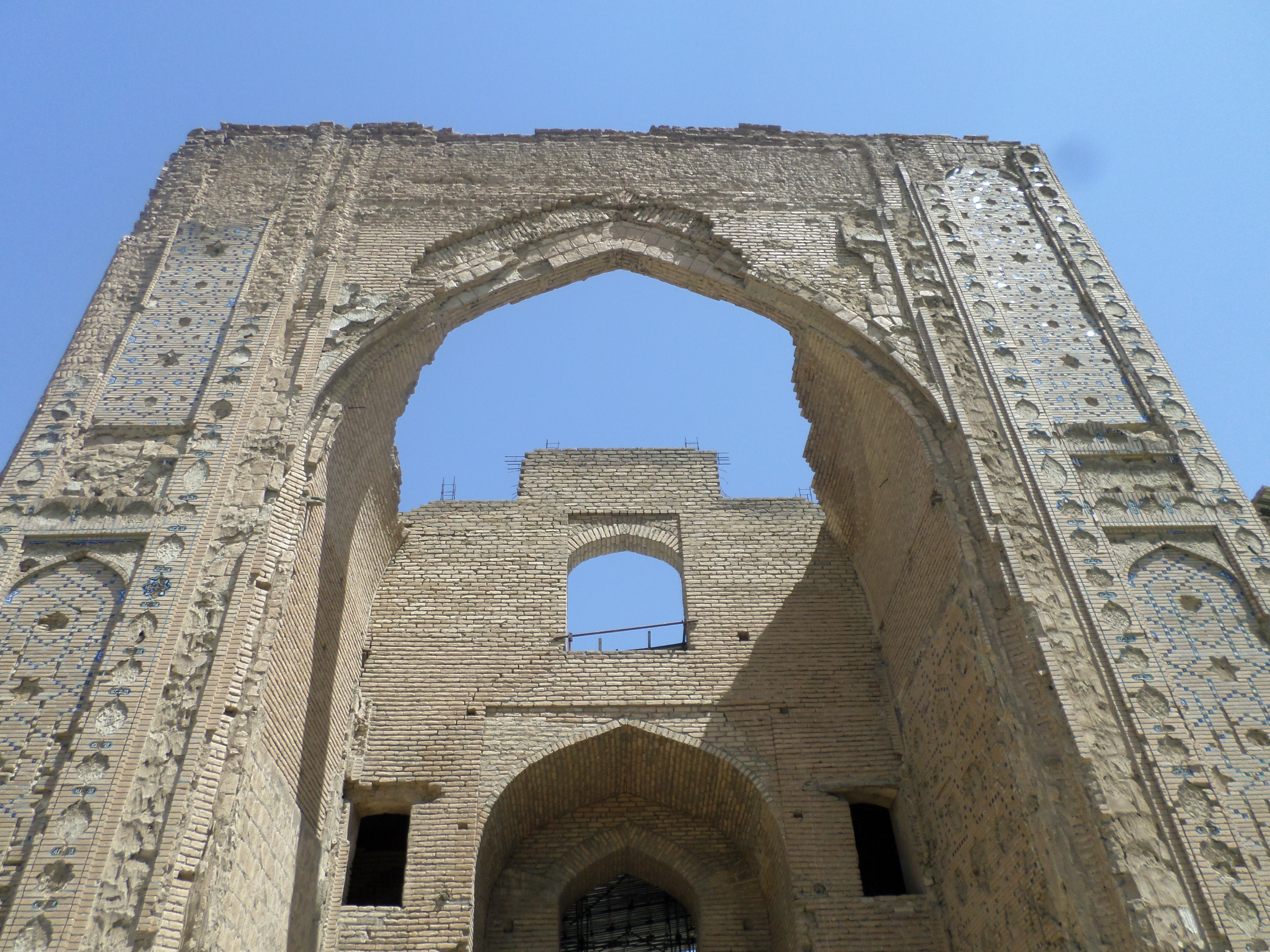
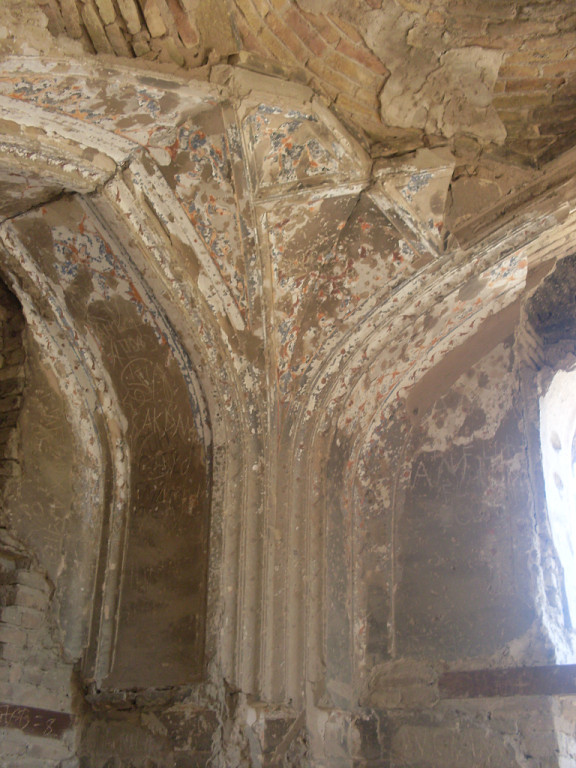
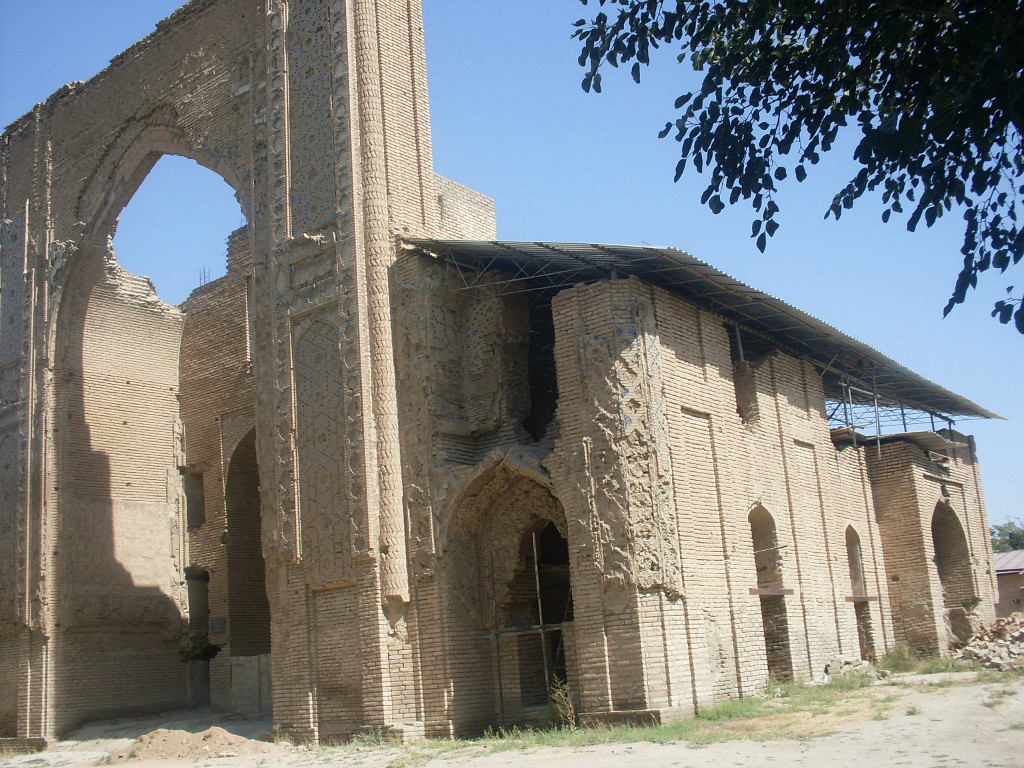
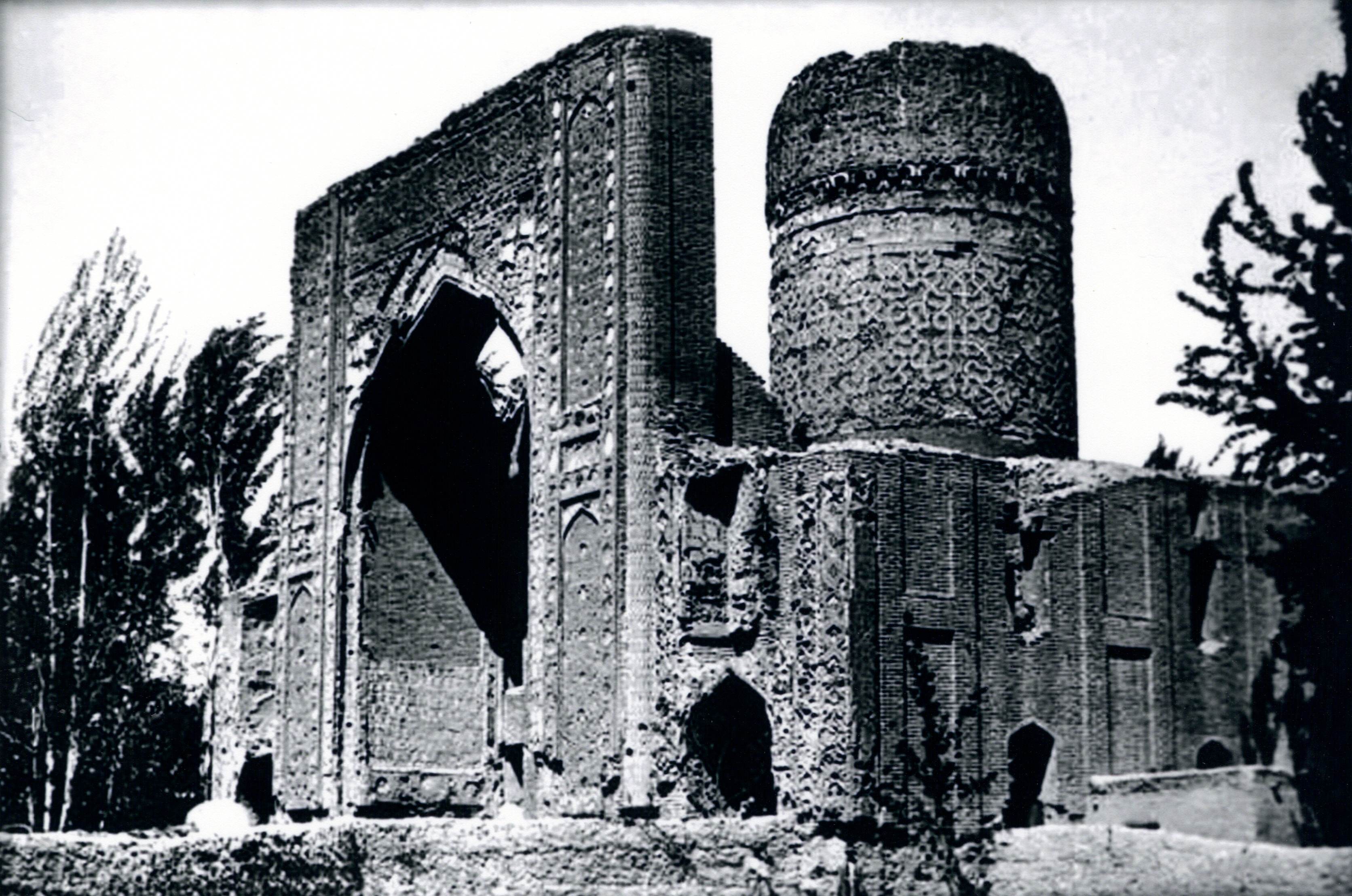
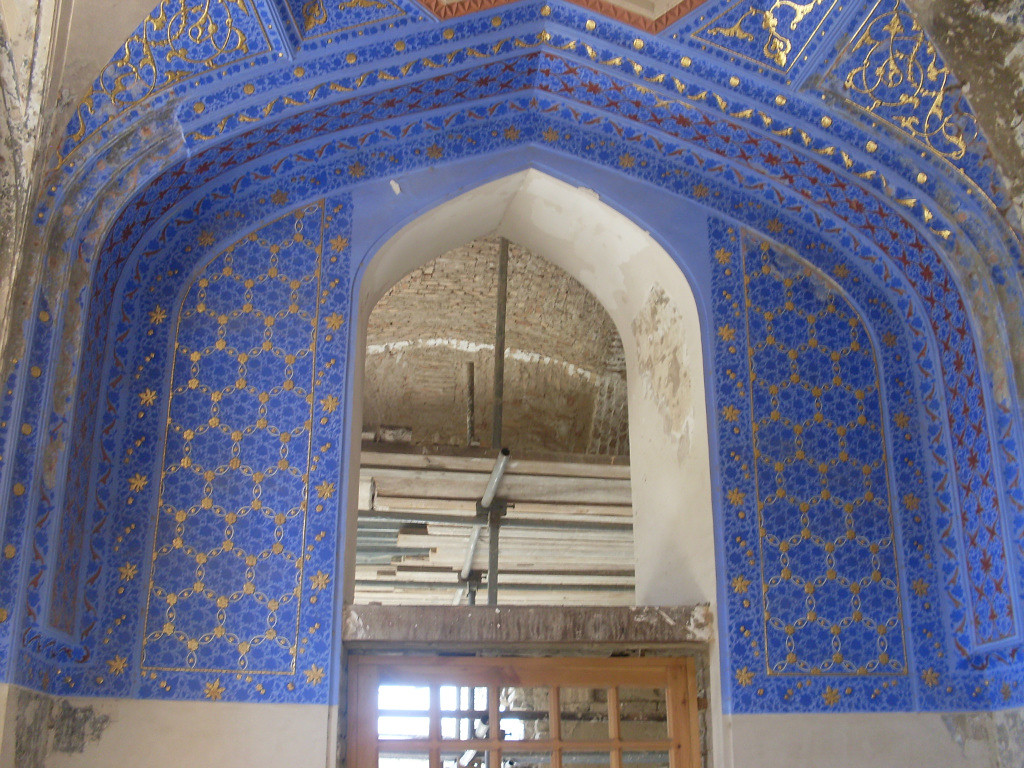